# Klaus Mackscheidt
Klaus Mackscheidt (* 30. Juni 1935 in Mülheim an der Ruhr; † 10. November 2023) war ein deutscher Wirtschaftswissenschaftler und Hochschullehrer für Wirtschaftliche Staatswissenschaften mit Schwerpunkt Finanzwissenschaft an der Universität zu Köln. 

## Leben
Klaus Mackscheidt wurde 1935 in Mülheim an der Ruhr geboren. 1956 begann er sein Studium der Wirtschaftswissenschaften an den Universitäten Heidelberg, München, Wien und Köln. Sein Diplom zum Volkswirt erlangte er 1960 an der Universität zu Köln. 1967 folgte die Promotion zum Dr. rer. pol. an der Universität Mainz. 1971 habilitierte sich Mackscheidt über ein finanzwissenschaftliches Thema an der Universität zu Köln. Im folgenden Jahr wurde er auf eine Professur in Hamburg berufen. 1973 kehrte Mackscheidt zurück nach Köln als ordentlicher Professor für wirtschaftliche Staatswissenschaften mit dem Schwerpunkt Finanzwissenschaft. Zusätzlich war er Direktor des Seminars für Finanzwissenschaft und des finanzwissenschaftlichen Forschungsinstituts. 1997 wurde er Dekan der Wirtschafts- und Sozialwissenschaftlichen Fakultät, 2001 erfolgte schließlich seine Emeritierung.
Mackscheidt war Mitunterzeichner des eurokritischen Manifests Die währungspolitischen Beschlüsse von Maastricht: Eine Gefahr für Europa (1992).
2021 erhielt Mackscheidt den Ruhrpreis für Kunst und Wissenschaft.

## Forschungsschwerpunkte
- Theorie der öffentlichen Güter
- Theorie des optimalen Staatshaushalts
- Finanzpolitik
- Finanzpsychologie
- Grenzen der Besteuerung

## Schriften (Auswahl)
- Zur Theorie des optimalen Budgets, Mohr Siebeck, Tübingen, 1973
- Zur Leistungsfähigkeit von Subventionen in der Wohnungswirtschaft: Effizienzanalyse allokativer u. distributiver Effekte staatl. Transfers für d. Wohnungswirtschaft; Gutachten im Auftr. d. Bundesverb. Privater Wohnungsunternehmen e.V. Knapp, Frankfurt aM 1982
- Wohnungsgemeinnützigkeit: zwischen bedarfswirtschaftl. Tradition u. wohnungspolit. Neuorientierung. Heymann, 1984
- Psychologie der spekulativen Blasen, Schriftenreihe des INWO-Köln, Heft 33/2010
- Die gesetzliche Unfallversicherung im Systemvergleich, Schriftenreihe des INWO-Köln, Heft 36/2013

Zusammen mit Guy Kirsch:
- Staatsmann, Demagoge, Amtsinhaber: eine psychologische Ergänzung der ökonomischen Theorie der Politik. Vandenhoeck und Ruprecht, Göttingen 1985
- China: Ordnungspolitik in einem konfuzianischen Land. Nomos-Verlags-Gesellschaft, Baden-Baden 1988

Mit anderen:
- Finanzpolitik I: Grundfragen fiskalpolitischer Lenkung, mit Jörg Steinhausen, Werner-Verlag, 1973
- Finanzpolitik II: Grundfragen versorgungspolitischer Eingriffe, mit Jörg Steinhausen, Werner-Verlag, 1977
- Präferenzen für Staatsausgaben: zur theoretischen und empirischen Bestimmung der Nachfrage nach öffentlichen Gütern. Nomos-Verlags-Gesellschaft, Baden-Baden 1992
- Der "Bachelor" : Anregungen zur aktuellen Studienreformdebatte. Konrad-Adenauer-Stiftung, Sankt Augustin 2006
- Wirkungen von Hartz IV auf Mobilität und Wohnungsversorgung der Mieter. INWO, Köln 2007